# 호시노 아키
호시노 아키(일본어: ほしの あき, 1977년 3월 14일~)는 일본의 방송인이자 배우이다. 본명은 미우라 아키이며, 도쿄도 세타가야구 출신이다.

## 작품

### 드라마
- 1996년: 《장난스런 키스》
- 1998년: 《세자매 탐정단》
- 1997년: 《39세의 가을》
- 2001년: 《기묘한 이야기》
- 2005년: 《오늘 밤 홀로 침대에서》
- 2006년: 《쓰레기 변호사》
- 2008년: 《고쿠센 3》
- 2009년: 《부부도 시즌 2》
- 2010년: 《엽기인걸 스나코》